# Karmapa
A Gyalva Karmapa Tibet első, tudatosan újraszületett lámája. A „karmapa” név jelentése: „a cselekvés embere”, vagy „minden buddha aktivitása”, s a hagyomány szerint a karmapák valóban minden buddha aktivitását testesítik meg.
A hagyomány szerint a karmapa jógiként több tartalmas életet élt Indiában, később a Himalájától északra fekvő területeket választotta újraszületései színhelyéül. A kínai megszállás (1959) miatt a 16. karmapa elhagyta Tibetet, biztosítva ezzel a karma kagyü vonal fennmaradását, nyugati tanítványainak segítségével pedig arról gondoskodott, hogy a tudat természetéről szóló tanítások ebbe a világba is eljussanak. A karmapa, önmagában mint „minden buddha lényege” születik meg a világra, megvilágosodott lényként, azaz buddhaként.
A Karmapa mellett a másik legismertebb, sokszorosan reinkarnálódott tanító a dalai láma, aki tudatának teljes felismerése után, már a történelmi Buddha idejében megjelent, mint az együttérzés bodhiszattvája (Szerető Szemek, tib. Csenrezig vagy Csenrézi). A dalai láma Szerető Szemek megtestesüléseként születik a földi világra. Bár a dalai láma szópárt a magyar helyesírási szabályok szerint kis kezdőbetűvel kell írni, valójában mint adományozott tulajdonnév, a világ minden nyelvén nagybetűvel írandó, s világszerte így is írják. Míg azonban a dalai láma szerepe korábban főleg a politika terén vált kiemelt jelentőségűvé, addig a karmapák mindig tisztán szellemi és gyakorlati tanítóként, a megszabadító tanítások elterjesztésében vállalnak kulcsfontosságú szerepet. A karmapák feladata az, hogy tanításaikkal egy teljesen megvilágosodott buddha gyakorlati módszereit közvetítsék a tanítványok felé.
Az első karmapa, Düszum Tyenpa (1110-1193) Gampópa tibeti mester tanítványa volt. Tehetséges gyermekként már kiskorától a dharmát (buddhista tanítások) tanulta. Huszonéves korától magas rangú mesterektől tanult, és úgy tartják, ötvenévesen, a jóga gyakorlása közben világosodott meg. Attól kezdve karmapaként tisztelték: olyan buddhaként, akinek eljövetelét a hagyomány már korábban megjósolta.
A második karmapáról, Karma Paksiról (1204-1283) azt tartják, hogy ő volt az első ember, aki tulku-ként, vagyis egy láma reinkarnációjaként, tudatosan született újra a világra.
Napjainkban a karmapát, a karma kagyü buddhista irányzat vonaltartójaként a tibeti buddhizmus „királyának” tartják, mint „minden buddha lényegének” fizikai megtestesülését.

## A fekete korona
A karmapák a fekete korona viselői, ezért „fekete kalapos lámák”-nak is nevezik őket. A koronát a hagyomány szerint a dákinik, azaz megvilágosodott nők szőtték százezer megvilágosodott buddha-nő hajából, és a karmapának ajándékozták, megvilágosodott tevékenységének elismeréséül. A spirituális korona tárgyiasult megfelelőjét Ven-ti, a harmadik Ming császár adta az ötödik karmapának. Ma Rumtekben van, a 16. karmapa utolsó lakhelyén. Az eredeti fekete koronát a tanítások szerint csak rendkívül magas szintű megvalósítás után lehet látni, ezért létezik a fizikai másolata úgy, hogy mindenki láthassa valamelyest.

## A korábbi Karmapák
1. Düszum Tyenpa (dus gsum mkhyen pa) (1110 – 1193)
2. Karma Paksi (1204 – 1283)
3. Rangdzsung Dordzse (rang 'byung rdo rje) (1284 – 1339)
4. Rölpe Dordzse (1340 – 1383)
5. Desin Sengpa (de zhin gshegs pa)(1384 – 1415)
6. Tongva Dönden (1416 – 1453)
7. Csödrag Gyamco (1454 – 1506)
8. Mityö Dordzse (1507 – 1554)
9. Vangcsuk Dordzse (dbang phyug rdo rje) (1556 – 1603)
10. Csöjing Dordzse (1604 – 1674)
11. Jese Dordzse (1676 – 1702)
12. Csangcsub Dordzse (Byang chub rdo rje) (1703 – 1732)
13. Düdül Dordzse (1733 – 1797)
14. Tekcsok Dordzse (1798 – 1868)
15. Katyab Dordzse (1871 – 1922)
16. Rangdzsung Rigpe Dordzse (Rang 'byung rig pa'i rdo rje) (1924 – 1981)
17. Trinli Táje Dordzse és/vagy Orgyen Trinli Dordzse

## Kínai és a Kagyü vonal általi Karmapa
A karmapák az inkarnációikban már gyerekkorukban felismerik, hogy ők az előző karmapa megtestesülései. Már egész kiskorukban felismerik előző születésükbeli kapcsolataikat, barátaikat, tanítványaikat és tanítóikat, s sok esetben áldást is osztanak az embereknek és az állatoknak. Haláluk előtt rendszerint pontosan leírják, hogy hol és mikor fognak újraszületni, és hogy a tanítványaik hogyan találhatják meg és hogyan ismerhetik fel őket.
A jelenlegi esetben nincs egyetértés a Tibetet megszálló kínai kormány részéről, hogy ki a 17. karmapa. A 16. karmapa részletes pontossággal meghagyta a közvetlen tanítványainak, hogy hol és miként fogják őt megtalálni, s ennek a keresésnek a végén a megtalált tibeti kisfiú maga ismerte fel az előző életéből jól ismert tanítványait. Ő, Trinli Táje Dordzse, a tibeti karma kagyü buddhizmus által elismert 17. karmapa.
Ennek ellenére a kínai kormány is – nagy tekintélyű kagyü-lámákkal együttműködve – kijelölt egy karmapát, akit valósnak tart: az ő neve Urgyen Trinli Dordzse. Egy ilyen kijelölést természetesen sosem hagyott egyik karmapa sem a kínai kormányzatra, s ez a kormánynak sosem volt a feladata, mégis, jelenleg két karmapának nevezett tanító él a tibeti buddhizmus vonaltartójaként. A kínaiak által kijelölt karmapát pusztán a külső jegyei alapján választották ki - hiszen arcvonásai megszólalásig hasonlítanak a 16. karmapáéra, s ez, a kínai kormányzat szerint, kiemelten fontos -, és "engedélyezték, hogy 17. karmapa gyanánt folytassa tevékenységét", valamint "az Élő Buddha" címet adományozták neki. Egyben megírták Kína propaganda-anyagában, a The Tibetan Rewiew című lapban, hogy az Élő Buddhát beválasztották a Tibeti Autonóm Régió (TAR) vezetésébe, s hogy "a 17. Karmapa lojális polgára a szocialista anyaországnak". A trónra emelést a kínai kommunista küldöttség beszédei előzték meg, majd egy olyan pekingi levél bemutatása következett, amelyben a kínai kormány jóváhagyta az inkarnációt és a beiktatást.
Az redetileg kínai támogatást élvező karmapát inkább politikai célokra, kormányzati irányításra használta fel a kínai állam vezetése, néhány politikai ambícióra hajlamos tibeti láma támogatásával, mindaddig, amíg Urgyen Trinli Dordzse végül, tizennégy éves korában, Nepálon keresztül Indiába menekült, és 2000. január 5-én megérkezett a tibeti menekültek Dharamszalában található negyedébe.